# Pinang Mas
Pinang Mas is een bestuurslaag in het regentschap Ogan Ilir van de provincie Zuid-Sumatra, Indonesië. Pinang Mas telt 1983 inwoners (volkstelling 2010).